# Độ âm điện
Độ âm điện của một nguyên tử là khả năng hút electron của nguyên tử đó khi tạo thành liên kết hóa học. Như vậy độ âm điện của nguyên tử nguyên tố càng lớn thì tính phi kim nguyên tố đó càng mạnh, tính kim loại càng yếu và ngược lại. Độ âm điện thường có ký hiệu chữ cái hy Lạp χ
Trong hóa học có nhiều thang độ âm điện khác nhau, tuy nhiên phổ biến hơn cả là thang độ âm điện Pauling do nhà hóa học Linus Pauling thiết lập năm 1932.

## Sự biến đổi độ âm điện
Trong một chu kì theo chiều tăng dần của điện tích hạt nhân (từ trái qua phải), độ âm điện của nguyên tử các nguyên tố thường tăng dần.
Trong cùng một nhóm (từ trên xuống dưới) theo chiều tăng của điện tích hạt nhân, độ âm điện của nguyên tử các nguyên tố thường giảm dần.
Độ âm điện của phi kim lớn hơn so với của kim loại
Vậy độ âm điện của nguyên tử nguyên tố A biến đổi tuần hoàn theo chiều tăng của điện tích hạt nhân nguyên tử.

## Độ âm điện của một số nguyên tố
| Giá trị độ âm điện tương đối của các nguyên tố nhóm A theo L. C. Pauling                                                                             | Giá trị độ âm điện tương đối của các nguyên tố nhóm A theo L. C. Pauling                                                                             | Giá trị độ âm điện tương đối của các nguyên tố nhóm A theo L. C. Pauling                                                                             | Giá trị độ âm điện tương đối của các nguyên tố nhóm A theo L. C. Pauling                                                                             | Giá trị độ âm điện tương đối của các nguyên tố nhóm A theo L. C. Pauling                                                                             | Giá trị độ âm điện tương đối của các nguyên tố nhóm A theo L. C. Pauling                                                                             | Giá trị độ âm điện tương đối của các nguyên tố nhóm A theo L. C. Pauling                                                                             | Giá trị độ âm điện tương đối của các nguyên tố nhóm A theo L. C. Pauling                                                                             |
| Nhóm(tăng){\displaystyle \rightarrow } | IA | IIA | IIIA | IVA | VA | VIA | VIIA |
| Chu kì(giảm){\displaystyle \downarrow } | IA | IIA | IIIA | IVA | VA | VIA | VIIA |
| 1 | 1H(2,20) | | | | | | |
| 2 | 3Li(0,98) | 4Be(1,57) | 5Bo(2,04 | 6C(2,55) | 7N(3,04) | 8O(3,44) | 9F(3,98) |
| 3 | 11Na(0,93) | 12Mg(1,31) | 13Al(1,61) | 14Si(1,90) | 15P(2,19) | 16S(2,58) | 17Cl(3,16) |
| 4 | 19K(0,82) | 20Ca(1,00) | 31Ga(1,81) | 32Ge(2,01) | 33As(2,18) | 34Se(2,55) | 35Br(2,96) |
| 5 | 37Rb(0,82) | 38Sr(0,95) | 49In(1,78) | 50Sn(1,96) | 51Sb(2,05) | 52Te(2,10) | 53I(2,66) |
| 6 | 55Cs(0,79) | 56Ba(0,89) | 81Tl(1,62) | 82Pb(2,33) | 83Bi(2,02) | 84Po(2,00) | 85At(2,20) |
| 7 | 87Fr(0,70) | 88Ra(0,9) | 113Nh(?) | 114Fl(?) | 115Mc(?) | 116Lv(?) | 117Ts(?) |
| Chú thích: ? là không xác định Giá trị độ âm điện được đo bằng thang Pauling Cùng một nhóm (chu kì) hướng mũi tên chỉ giá trị độ âm điện tăng (giảm) | Chú thích: ? là không xác định Giá trị độ âm điện được đo bằng thang Pauling Cùng một nhóm (chu kì) hướng mũi tên chỉ giá trị độ âm điện tăng (giảm) | Chú thích: ? là không xác định Giá trị độ âm điện được đo bằng thang Pauling Cùng một nhóm (chu kì) hướng mũi tên chỉ giá trị độ âm điện tăng (giảm) | Chú thích: ? là không xác định Giá trị độ âm điện được đo bằng thang Pauling Cùng một nhóm (chu kì) hướng mũi tên chỉ giá trị độ âm điện tăng (giảm) | Chú thích: ? là không xác định Giá trị độ âm điện được đo bằng thang Pauling Cùng một nhóm (chu kì) hướng mũi tên chỉ giá trị độ âm điện tăng (giảm) | Chú thích: ? là không xác định Giá trị độ âm điện được đo bằng thang Pauling Cùng một nhóm (chu kì) hướng mũi tên chỉ giá trị độ âm điện tăng (giảm) | Chú thích: ? là không xác định Giá trị độ âm điện được đo bằng thang Pauling Cùng một nhóm (chu kì) hướng mũi tên chỉ giá trị độ âm điện tăng (giảm) | Chú thích: ? là không xác định Giá trị độ âm điện được đo bằng thang Pauling Cùng một nhóm (chu kì) hướng mũi tên chỉ giá trị độ âm điện tăng (giảm) |
| --- | --- | --- | --- | --- | --- | --- | --- |